# Найкрасивіша пара у світі
«Ми найпрекрасніша пара у світі» (італ. La Più bella coppia del mondo) — італійська музична комедія випущена 28 січня 1968 року.

## Сюжет
Вальтер і Паола є ведучими і спонсорами музичного фестивалю «Кантаджіро» 1967 року, в цілях вигоди вплутуються в кумедні авантюри з яких неможливо вийти непоміченими.

## У ролях
- Вальтер Кьярі — Вальтер
- Паола Куаттріні — Паола
- Альдо Джуффре — Турідду Ло Кашо
- Джанні Агус — менеджер
- Франческо Муле — Дженнароні
- Родольфо Ардіа
- Джанкарло Бонулья
- Піно Карузо
- Адріано Челентано
- Ніколя Ді Барі
- Діно
- Габріеле Габрані

## Знімальна група
- Режисер — Камілло Мастрочінкве;
- Сценарій — Марчелло Маркезі, Вітторіо Мец;
- Оператор — Беніто Фраттарі;
- Композитор — Джіджі Чікеллеро;
- Монтаж — Томассіна Тедеші.